# Somewhere Beyond
Somewhere Beyond è un singolo del disc jockey britannico Michael Gray, pubblicato nel 2007.
Il singolo ha visto la collaborazione del cantante britannico Steve Edwards.

## Successo commerciale
Il brano ha raggiunto la posizione n°14 nella classifica dei singoli finlandese, e la n°86 in quella tedesca.